# Бовтиське родовище горючих сланців
Бо́втиське родо́вище горю́чих сапропелі́тових сла́нців — знаходиться у центральній частині України на межі Кіровоградської та Черкаської областей, поблизу села Бовтишка (звідси й назва).

## Характеристика
Його поклади оцінюють у 3,79 млрд т. Це третє важливе сланцеве родовище в Європі.
Особливість родовища — концентрація корисної копалини на порівняно незначній площі: ніде в світі немає такого родовища горючих сланців, щоб на приблизно 200 кв.км. були такі великі запаси сировини. Для вивчення родовища застосована технологія структурно-термо-атмо-гідролого-геохімічних досліджень.
Бовтиські горючі сланці можна розробляти як відкритим, так і підземним способом. Промислове освоєння родовища може дати економічний ефект за умови комплексної, безвідходної переробки горючих сланців з використанням їх органічної і мінеральної частин, переробки рідких сланцевих продуктів, підсмольних вод, газоподібних сланцевих продуктів та мінеральної частини горючих сланців.
У 2009 році створено спільне українсько-естонське підприємство «Сланцехім», яке розпочне видобуток сланців. Комплекс складатиметься з підприємства з видобутку сланцю, заводу мастила та теплоелектростанції. «Сланцехім» отримав ліцензію на розробку частини родовища на Кам'янщині. Запаси оцінюють у 300 млн тон. Щорічно компанія планує видобувати 5 млн тонн сировини. Виробництво планували запустити до 2014-2015 року. На заводі мастила вироблятимуть 640—680 тис. тонн сланцевого мастила за рік.

## Характеристика сланців
У складі органічної речовини сланців присутні сапропелітові матеріали.
Пористість сланців становить 40-50 %, густина 1,8-2,0 г/см³, зольність 52-65 %, теплота згорання — 8,4 МДж/кг.